# Ruisseau de Maltemps
Le Maltemps est une rivière du sud de la France qui coule dans le département de la Haute-Garonne, dans la région Occitanie. Elle est un affluent de la Garonne.

## Géographie
D'une longueur de 6 kilomètres, le Maltemps prend sa source à Toulouse près du lac de Sesquières, dans le quartier de Lalande, à  128 mètres d'altitude passe sous le canal latéral à la Garonne et va se jeter dans la Garonne en rive droite, au nord de Beauzelle, près de la commune de Fenouillet, à l'altitude 119 mètres.

## Communes et cantons traversées
Dans le seul département de la Haute-Garonne, le Maltemps traverse quatre communes et deux cantons :
- Toulouse (source), Aucamville, Fenouillet, Beauzelle (confluence).

Soit en termes de cantons, le Maltemps prend source dans le canton de Toulouse-14 et conflue dans le canton de Blagnac.

## Principaux affluents
Plusieurs petits cours d'eau venant des banlieues toulousaines.

## Hydrologie
Il s'agit d'une rivière très particulière, car elle est, d'une part un des plus petits affluents de la Garonne, et d'autre part une rivière qui la longe de très près. Le Maltemps collecte toute l'eau de pluie tombée sur la ville, et sert ainsi de bassin collecteur de petits ruisseaux souterrains. Il se jette dans la Garonne par un grand bras nommé Le bras mort de la Garonne.